# حصن المسيحية

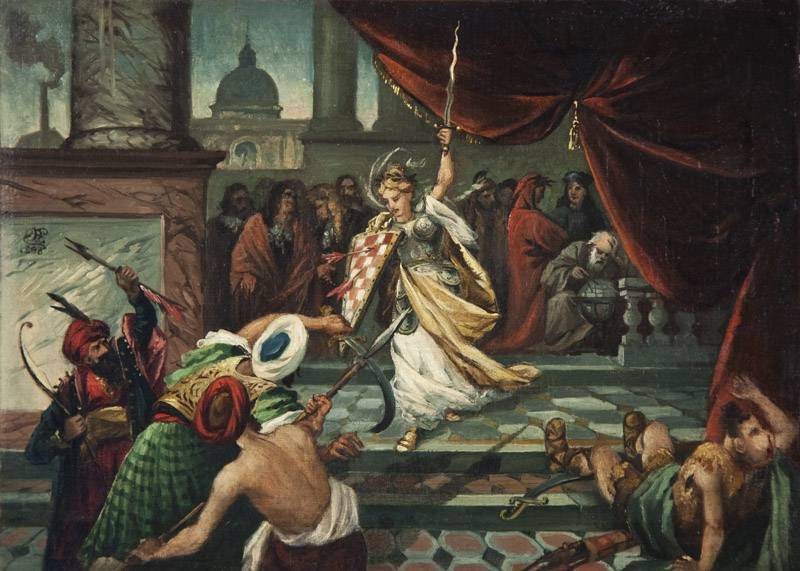
لوحة حصن المسيحية؛ بريشة فيردو كويكرز (1892): تُصور كرواتيا على شكل امرأة تحمل سيفُا ودرعًا في شكل شعار كرواتيا، وهي تقف على مدخل أوروبا وتحرسها من الأتراك العثمانيين. ويُرى في الخلفية قبة كاتدرائية القديس بطرس، كما يظهر في الخلفية غاليليو غاليلي ودانتي أليغييري.

حصن المسيحية (باللاتينيَّة: Antemurale Christianitatis) هي تسمية أطلقت على الدول الواقعة على حدود أوروبا المسيحية والتي قامت بالدفاع عن أوروبا ضد توسعات الدولة العثمانية. أضحى في القرن السادس عشر شعار «الدفاع ضد الأتراك» موضوعًا مركزيًا في وسط شرق وجنوب شرق أوروبا. واستخدُم الشعار أداة دعاية وتعبئة المشاعر الدينية لسكان هذه المناطق. وتم إطلاق لقب حصن المسيحية على الشعوب التي شاركت في حملات ضد الدولة العثمانية.
كان لمفهوم حصن المسيحية تقليد طويل جدًا في التأريخ، والخطاب، والأكاديمي، والسياسي في صربيا. حيث تصور الأساطير الصربية الشعب الصربي على أنهم المدافعين عن الحضارة الأوروبية المسيحية. وتتجلى أسطورة الحصن إلى التاريخ والأحداث الجارية مثل معركة كوسوفو التي تصور فيها الصرب بدور المدافعين عن حضارة الغرب بأكملها ضد هجمات العثمانيين في القرون الوسطى.
أطلق البابا ليو العاشر على كرواتيا لقب حصن المسيحية (بالكرواتيَّة: Predziđe kršćanstva) في عام 1519. نظرًا إلى مساهمات الجنود الكروات الكبيرة في الحرب ضد الدولة العثمانية. حيث تم إيقاف التمدد العثماني في عام 1593 على الأراضي الكرواتية، والتي يمكن اعتبارها البوابة التاريخية للحضارة الأوروبية في هذا المعنى.
وبسبب صد بولندا لتقدم قوات المسلمين لقرون طويلة، أطلق على الكومنولث البولندي الليتواني لقب «حصن المسيحية». في عام 1683 شهدت معركة فيينا نقطة تحول في الصراع بين القوى المسيحية الأوروبية والدولة العثمانية الإسلامية، حيث توقف التمدد العثماني على أبواب فيينا سنة 1683. وكان للجنود البولنديين مساهمة هامة في معركة فيينا.
في القرن الخامس عشر الميلادي، بدأ استخدام لقب «بطل المسيح» من قِبَل البابا لأغراض سياسية، فمُنح لقادة الحروب التي كان البابا يعدها دفاعًا عن المسيحية ضد حروب الدولة العثمانية، ومن أشهر هؤلاء:
- لايوش الأول ملك المجر (منحه اللقب البابا إينوسنت السادس).
- يوحنا هونياد المجري (منحه اللقب البابا بيوس الثاني).
- اسكندر بك الألباني (منحه اللقب كل من كاليستوس الثالث وبيوس الثاني وبولس الثاني ونيقولا الخامس).[6]